# Ectropis rubidior
Ectropis rubidior là một loài bướm đêm trong họ Geometridae.